# Tamluk
Tamluk est une ville indienne située dans le district de Purba Medinipur dans l’État du Bengale-Occidental. En 2011, sa population est de 65 306 habitants.